# Delia angustaeformis
Delia angustaeformis este o specie de muște din genul Delia, familia Anthomyiidae. A fost descrisă pentru prima dată de Ringdahl în anul 1933. Conform Catalogue of Life specia Delia angustaeformis nu are subspecii cunoscute.